# Ouchy-Olympique (métro de Lausanne)
Pour les articles homonymes, voir Ouchy.
Ouchy-Olympique est une station de la ligne M2 du métro de Lausanne, dont elle est le terminus sud. Initialement appelée Ouchy, elle est située à l'intersection des avenues de Rhodanie et d'Ouchy, dans le quartier Sous-Gare/Ouchy, à Lausanne, capitale du canton de Vaud. Elle dessert notamment le port d'Ouchy et le Léman.
Mise en service en 1877 pour le Lausanne-Ouchy, elle ferme en 2006 pour permettre sa reconstruction en métro sur pneus automatique et rouvre en 2008. La station actuelle a été conçue par le cabinet d'architecte CCHE Architectes.
C'est une station qui est accessible aux personnes à mobilité réduite.

## Situation sur le réseau
Située à 373 mètres d'altitude, la station terminus Ouchy-Olympique est établie, en surface, au point kilométrique (PK) 0,000 de la ligne M2 du métro de Lausanne, avant la station Jordils (direction Croisettes).

## Histoire

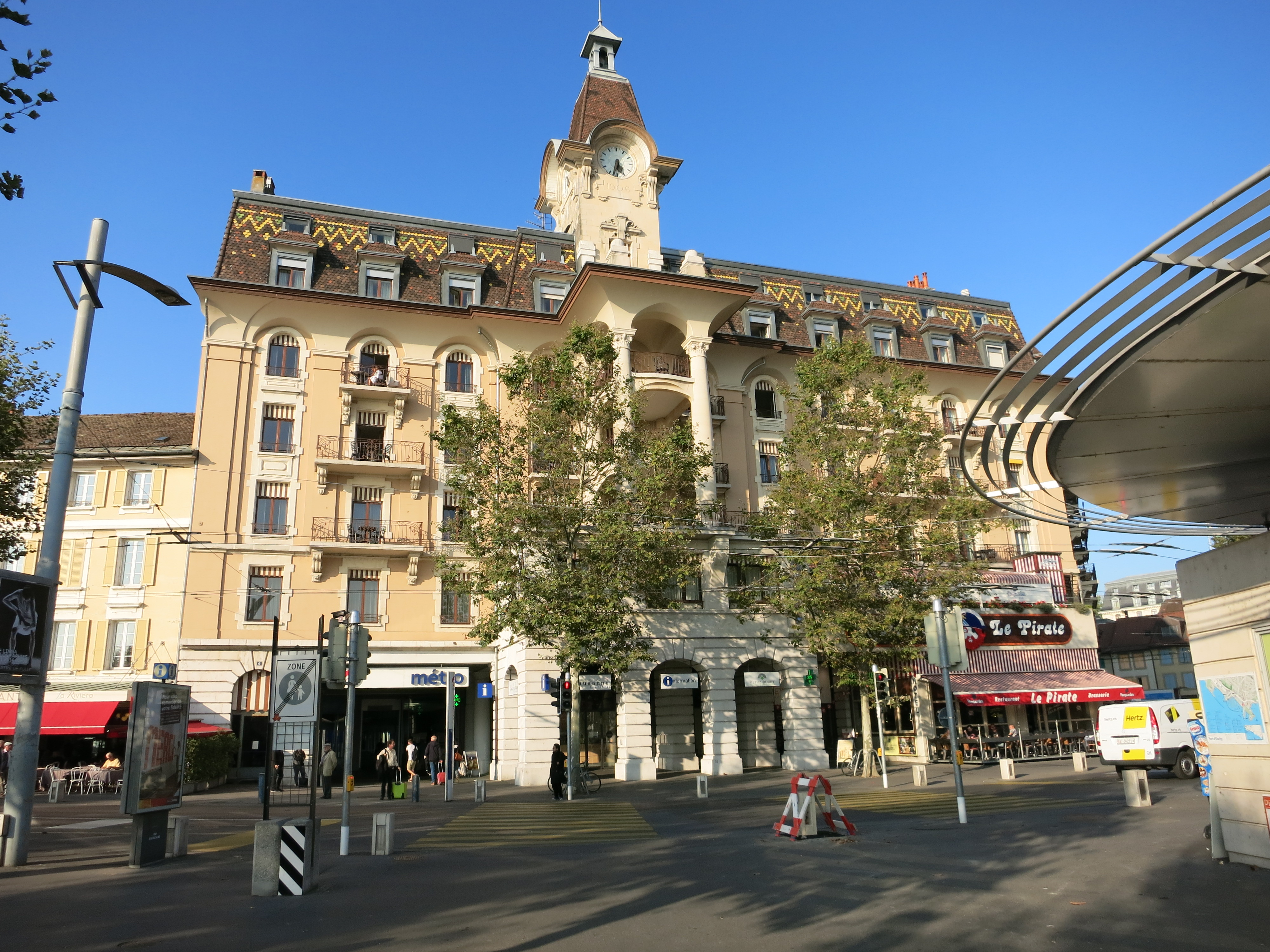
L'hôtel Aulac, sous lequel se trouve la station.

La première gare d'Ouchy est mise en service le 16 mars 1877 par la compagnie du Lausanne-Ouchy, lorsqu'elle ouvre à l'exploitation la ligne du funiculaire d'Ouchy au Flon, via Montriond. L'infrastructure n'est qu'un simple petit abri en bois jusqu'en 1906. Pour valoriser son patrimoine la compagnie fait des opérations immobilières et elle intègre la gare dans l'Hôtel du parc (devenu l'hôtel Aulac) qu'elle fait construire. La Compagnie générale de navigation sur le lac Léman (CGN) relie d'abord la gare par un sentier puis crée le débarcadère dit des « mouches »,.
Après avoir été modernisé dans les années 1950 et transformé en chemin de fer à crémaillère, la ligne est fermée le 22 janvier 2006 pour permettre la construction du M2. La station rouvre le 27 octobre 2008, lors de l'ouverture à l'exploitation de la ligne. Son nom a pour origine le quartier d'Ouchy où elle est située. Elle est réalisée par le cabinet d'architecture CCHE Architectes, qui a dessiné une station équipée de larges baies vitrées faisant entrer la lumière naturelle sur les quais.
En 2012, elle était la quatrième station la plus fréquentée de la ligne, avec 2,038 millions de voyageurs ayant transité par la station.
Le 7 décembre 2015 la station est renommée « Ouchy-Olympique » pour marquer le centenaire de la présence du Comité international olympique (CIO) dans la ville de Lausanne. Lors de la cérémonie d'inauguration, en présence de nombreuses personnalités suisses, Thomas Bach, le président du CIO, Daniel Brélaz, syndic de Lausanne, Philippe Leuba, conseiller d'État, et Michel Joye, directeur des Transports publics de la région lausannoise (TL), ont posé une plaque commémorative à l'entrée de la station. Les invités ont également découvert la nouvelle décoration intérieure réalisée par le Musée Olympique,.

## Service des voyageurs

### Accès et accueil
La station, située au niveau du sol au rez-de-chaussée de l'hôtel Aulac, est accessible depuis l'avenue de Rhodanie par un accès de plain-pied ne nécessitant ni ascenseurs ni escaliers mécaniques et est accessible aux personnes à mobilité réduite. Elle dispose de deux quais, équipés de portes palières, encadrant les deux voies.
Du temps du Lausanne-Ouchy (LO), la station — qui était alors aérienne bien que partiellement sous l'hôtel — était équipée de portes automatiques à la sortie de la zone d'attente, permettant ainsi aux voyageurs sortant de la rame de pouvoir la quitter et de libérer le quai avant que les voyageurs souhaitant y accéder le peuvent, ces derniers étaient alors protégés par un abri durant ce laps de temps, les portes s'ouvraient peu après l'arrivée de la rame.

### Desserte
La station Ouchy-Olympique est desservie tous les jours de la semaine, la ligne fonctionnant de 5 h 15 à 0 h 45 du matin (1 h du matin les vendredis et samedis soir) environ, par l'ensemble des circulations qui parcourent l'intégralité de la ligne. Les fréquences varient entre 4 et 7,5 minutes selon le jour de la semaine. La station est fermée en dehors des heures de service de la ligne.

### Intermodalité
Un parc pour les vélos et un parking relais (payant) pour les véhicules sont situés à proximité.
Des correspondances sont possibles avec la ligne de trolleybus 2 et la ligne de bus 24 des TL et, via sa proximité avec le port d'Ouchy, la Compagnie générale de navigation sur le lac Léman (CGN) qui propose, avec ses bateaux, des liaisons régulières au départ d'Ouchy à destination d'Évian-les-Bains et Thonon-les-Bains.

### Encyclopédies spécialisées
- [PAIL87] Jean Paillard, Roger Kaller, Gaston Fornerod, Michel Dehanne et Jean-Éric Seewer, La compagnie du chemin de fer Lausanne-Ouchy : Épopée lausannoise, Lausanne, BVA, 1987, 281 p. (ISBN 978-2-88125-005-7)
- [ROCH09] Jean-Louis Rochaix, Sébastien Jarne, Gérald Hadorn, Michel Grandguillaume, Michel Dehanne et Anette Rochaix, Chemins de fer privés vaudois 2000 - 2009 : 10 ans de modernisation, Belmont, La Raillère, 2009, 420 p. (ISBN 978-2-88125-012-5)